# 西藏核果茶
西藏核果茶（学名：Pyrenaria tibetana），为山茶科核果茶属下的一个种。

## 扩展阅读
維基物種上的相關：西藏核果茶